# Geronthres
Geronthres (in greco Γερόνθρες?) è un ex comune della Grecia nella periferia del Peloponneso di 1.959 abitanti secondo i dati del censimento 2001.
È stato soppresso a seguito della riforma amministrativa detta Programma Callicrate in vigore dal gennaio 2011 ed è ora compreso nel comune di Evrotas e la sede dell'amministrazione è nel villaggio di Geraki.